# Ruiterstandbeeld

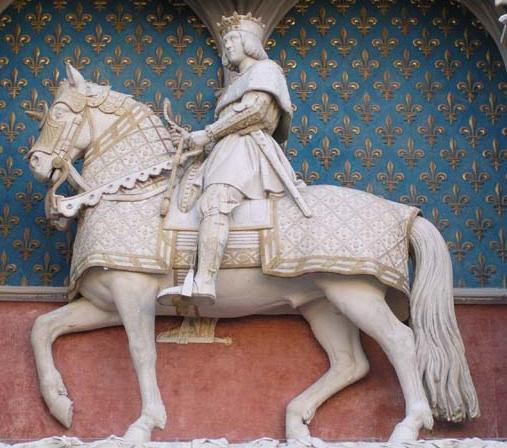
Ruiterbeeld van Lodewijk XII in het kasteel van Blois

Een ruiterstandbeeld is een standbeeld waarop een persoon als ruiter is uitgebeeld, dus zittend op een paard. Dergelijke beelden komen vooral in de klassieke oudheid en de periode van de renaissance voor. De beelden moeten gewoonlijk macht, aanzien of heroïek uitstralen en het paard wordt veelal in stap of draf getoond.

## Variaties
Ruiterstandbeelden zijn er in vele soorten. Staande en steigerende paarden komen voor en de ruiter hoeft niet per se te zitten. Sancho Panza is op het Brusselse Spanjeplein overeenkomstig zijn verhaal afgebeeld op een ezel en oogt weinig heldhaftig. Standbeelden van jockeys tonen hen veelal in racehouding. Deze zijn vooral vanaf de Moderne Tijd in zwang gekomen, maar uit de klassieke oudheid is de Ruiter van Artemision behouden gebleven, met hetzelfde thema. In het Praagse Lucernapaleis stelt het beeld Kůň uit 1999 het genre ter discussie. Het bestaat uit een paard dat aan zijn vier benen hangt, met een ridder op zijn buik, in scherp contrast met de klassiek-heroïsche vormen van de sculptuur.

## Exemplaren
Van de vele bronzen ruiterstandbeelden uit de klassieke oudheid zijn er maar weinig geheel bewaard gebleven. Een ervan is het beroemde ruiterstandbeeld van Marcus Aurelius te Rome. Het origineel bevindt zich thans in de Capitolijnse musea. Een ander voorbeeld is de reeds genoemde Ruiter van Artemision, die in 1928 in een scheepswrak werd gevonden. Het beeld lag in stukken, maar was redelijk compleet en is hersteld.
Van een bronzen ruiterstandbeeld uit Baiae van Domitianus en vervolgens van Nerva (na de damnatio memoriae van Domitianus) zijn grote fragmenten bewaard gebleven (nu in het museum in het kasteel van Baia): het laat de keizer zien als aanvoerder op een steigerend paard op het punt een speer te gooien. Zie ook: Ruiterstandbeeld van Domitianus.
Enkele voorbeelden uit de nieuwe tijd vindt men in diverse Italiaanse steden zoals Florence en Rome, bijvoorbeeld het Monument van Victor Emanuel II; en bij renaissance-kastelen zoals het Kasteel van Blois in de Loire in Frankrijk. Enkele ruiterbeelden zijn:

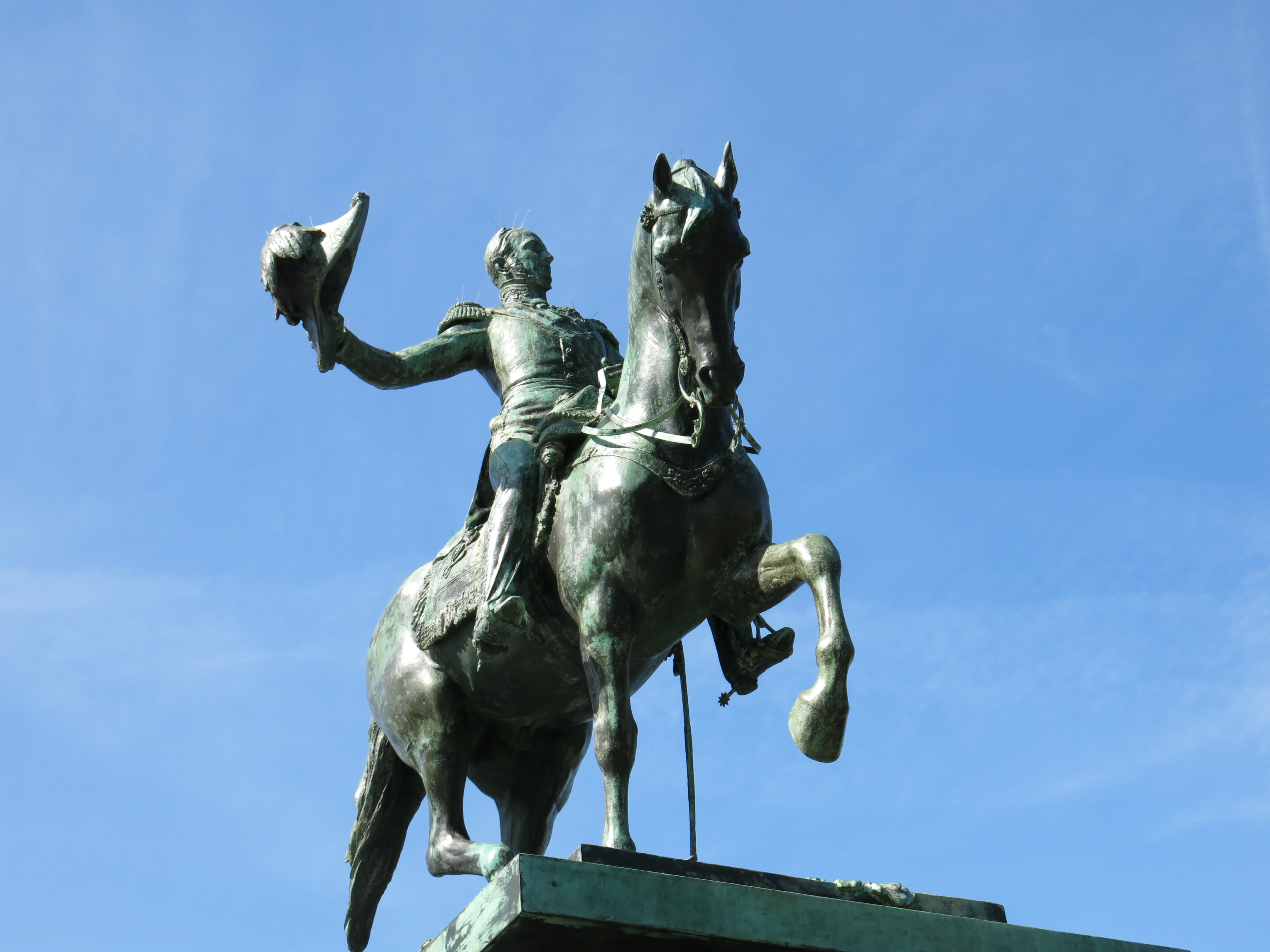
Ruiterbeeld van Willem II in Den Haag

- Ruiterstandbeeld  van de Cangrande della Scala in Verona
- Ruiterstandbeeld van Gattamelata door Donatello in Padua
- Ruiterstandbeeld van Bartolomeo Colleoni door Andrea del Verrocchio in Venetië
- Ruiterstandbeeld van Cosimo I de' Medici door Giambologna op het Piazza della Signoria in Florence
- Ruiterstandbeeld van tsaar Peter de Grote door Étienne-Maurice Falconet en Marie-Anne Collot

In Nederland staan onder meer ruiterstandbeelden van stadhouder Willem III in Breda, van koning Willem II in Den Haag en van de heilige Willibrord in Utrecht.

### België (selectie)

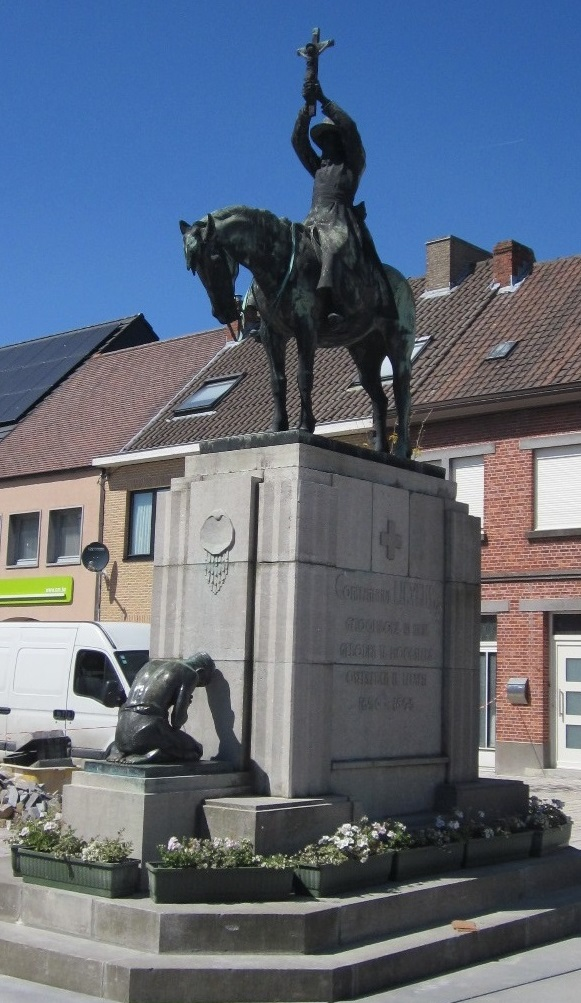
Ruiterbeeld van missionaris Constant Lievens in Moorslede

- Ruiterstandbeeld van Sint-Maarten in de Sint-Martinuskerk van Aalst (Erasmus Quellinus II, 17e eeuw)
- Ruiterstandbeeld van Godfried van Bouillon op het Koningsplein in Brussel (Eugène Simonis, 1848)
- Ruiterstandbeeld van Karel de Grote op de Boulevard d'Avroy in Luik (Louis Jehotte, 1867)
- Ruiterstandbeeld van Boudewijn van Constantinopel in Bergen (Jean-Joseph Jaquet, 1868)
- Het paard aan de drinkplaats op het Ambiorixplein in Brussel (Constantin Meunier, 1901)
- Flandria Nostra op het Muntplein in Brugge sinds 1987 (Jules Lagae, 1901)
- Ros Beyaard op het Paul de Smet de Naeyerplein in Gent (Domien Ingels en Aloïs De Beule, 1913)
- Ruiterstandbeeld van Constant Lievens op de Markt van Moorslede (Josuë Dupon, 1929)
- Ruiterstandbeeld van Simon Bolivar op de Franklin Rooseveltlaan in Brussel (Hugo Daini, 1983)
- Don Quichot en Sancho Panza op het Spanjeplein in Brussel (Lorenzo en Frederico Coullaut-Valera, 1989): naar het Cervantesmonument op de Plaza de España in Madrid
- Ruiterstandbeeld van Arnold IV van Loon op de Fruitmarkt in Hasselt (Marc Cox, 1993)
- Ruiterstandbeeld van Leopold I in Antwerpen (Willem Geefs, 1868)
- Ruiterstandbeeld van Leopold I in Oostende (Jacques de Lalaing, 1901)
- Ruiterstandbeeld van Leopold II op het Troonplein in Brussel (Thomas Vinçotte, 1926)
- Ruiterstandbeeld van Koning Leopold II aan de Drie gapers in Oostende (Alfred Courtens, 1931)
- Ruiterstandbeeld van Albert I in Gent (Domien Ingels, 1937)
- Ruiterstandbeeld van Albert I in Nieuwpoort (Karel Aubroeck, 1938)
- Ruiterstandbeeld van Albert I op de Kunstberg in Brussel (Alfred Courtens, 1951)
- Ruiterstandbeeld van Albert I in Brugge (Octave Rotsaert, 1954)
- Ruiterstandbeeld van Albert I in Namen (Victor Demanet, 1954)
- Ruiterstandbeeld van Albert I in Luik (Charles Leplae, 1964)
- Ruiterstandbeeld van Leopold III in Kortrijk (Alfred Courtens, 1957)

## Galerij

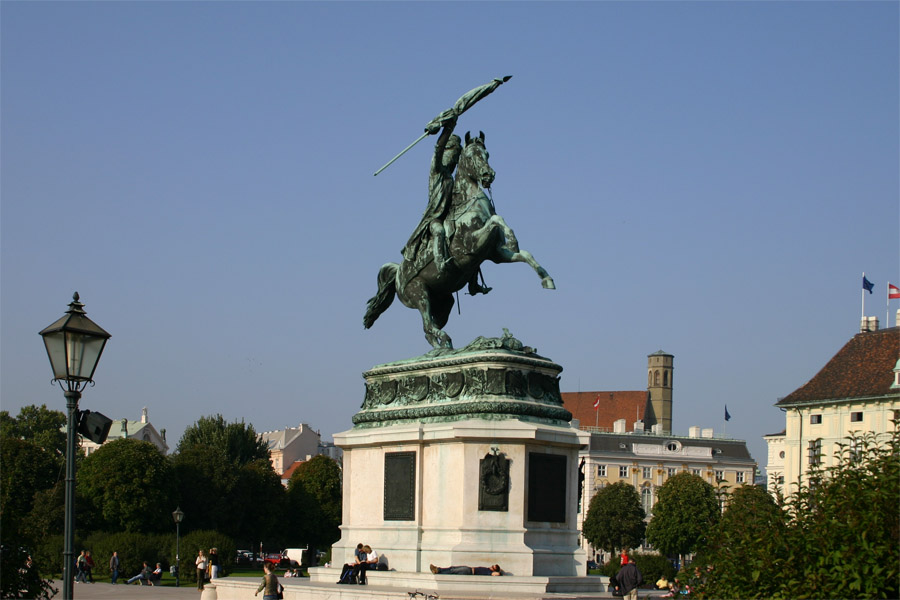
Aartshertog Karel in Wenens Heldenplatz, het grootste ruiterbeeld ter wereld met slechts twee steunpunten
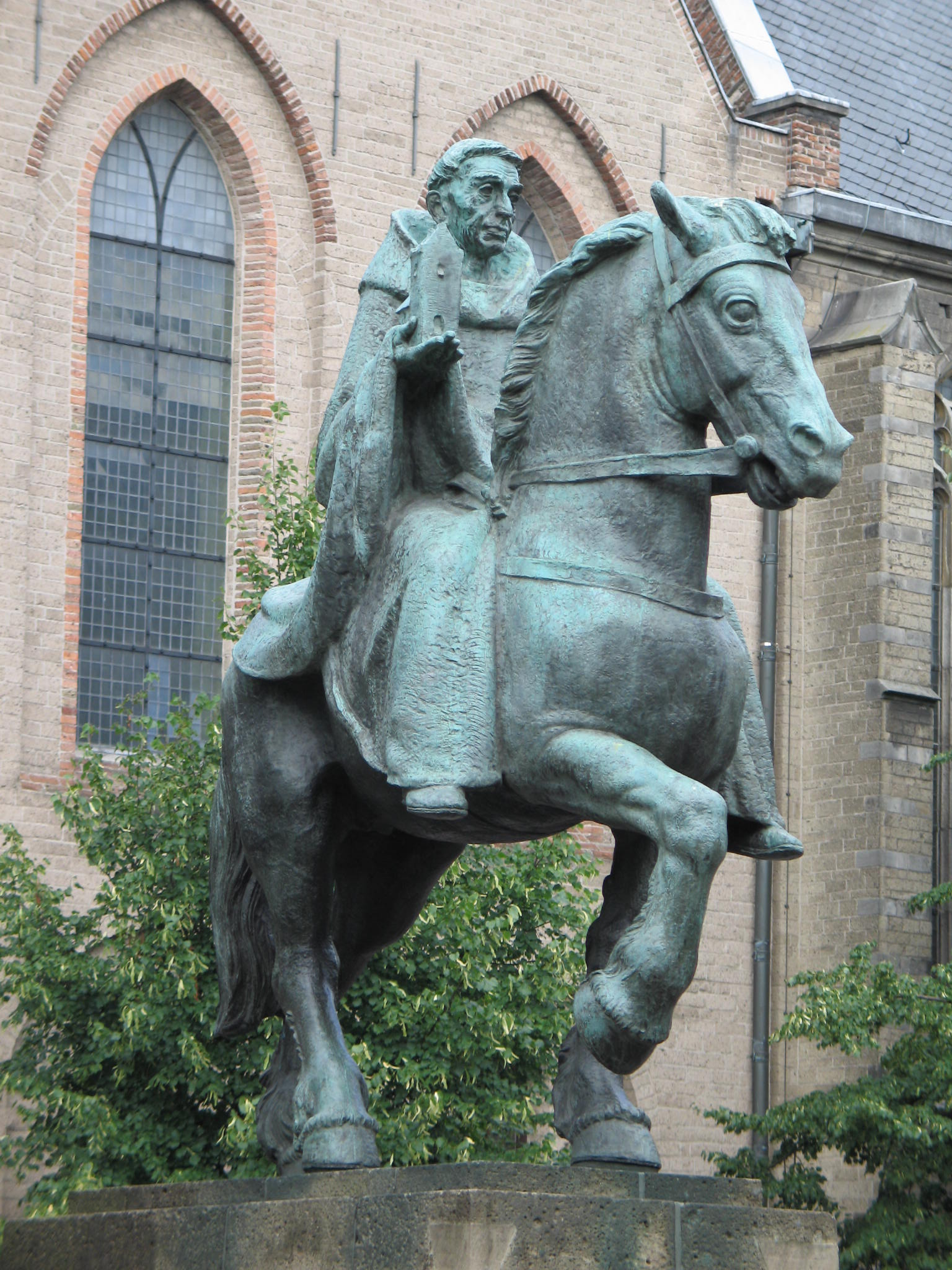
Ruiterstandbeeld Sint Willibrordus op het Janskerkhof in Utrecht
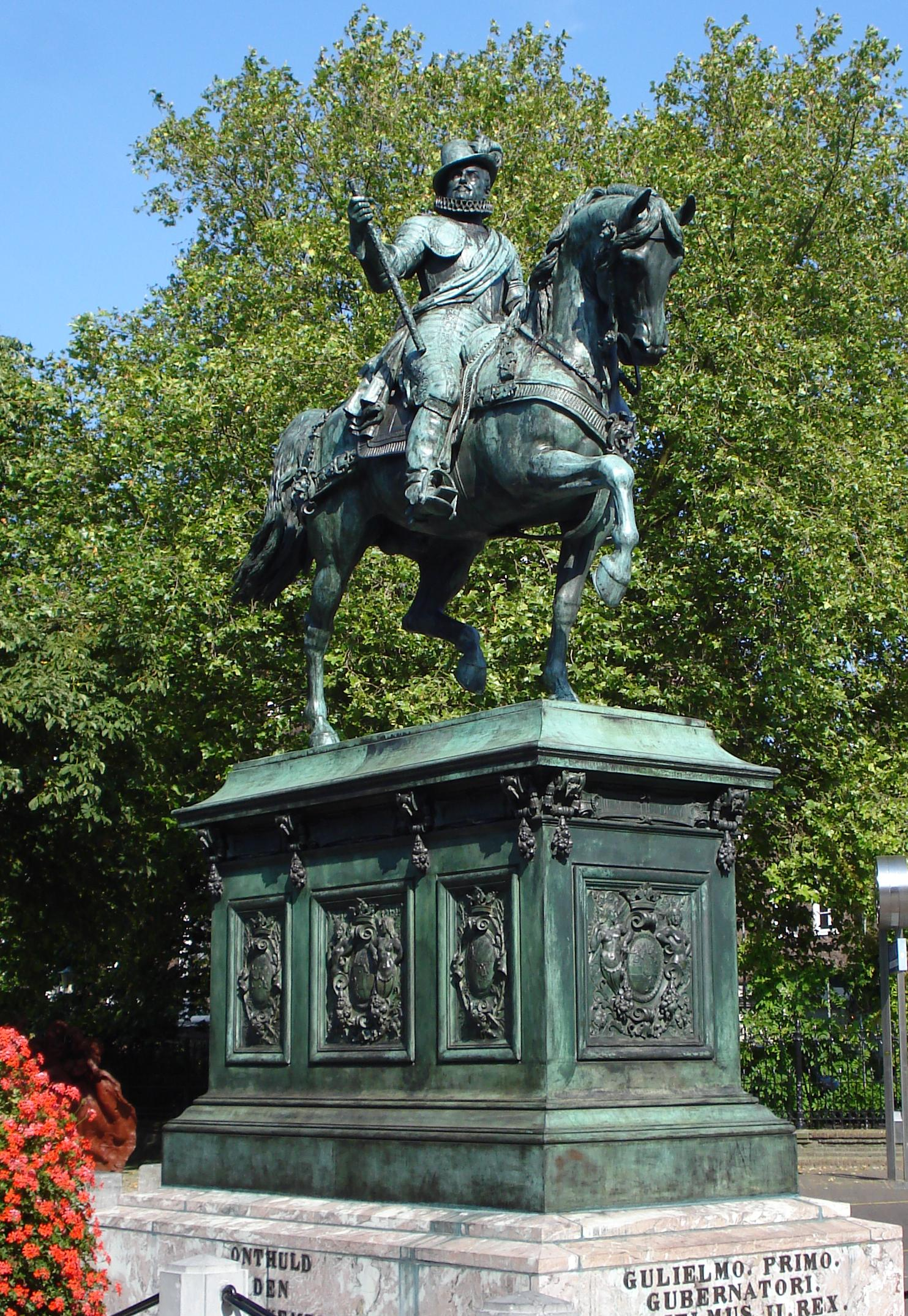
Standbeeld van Willem de Zwijger in Den Haag
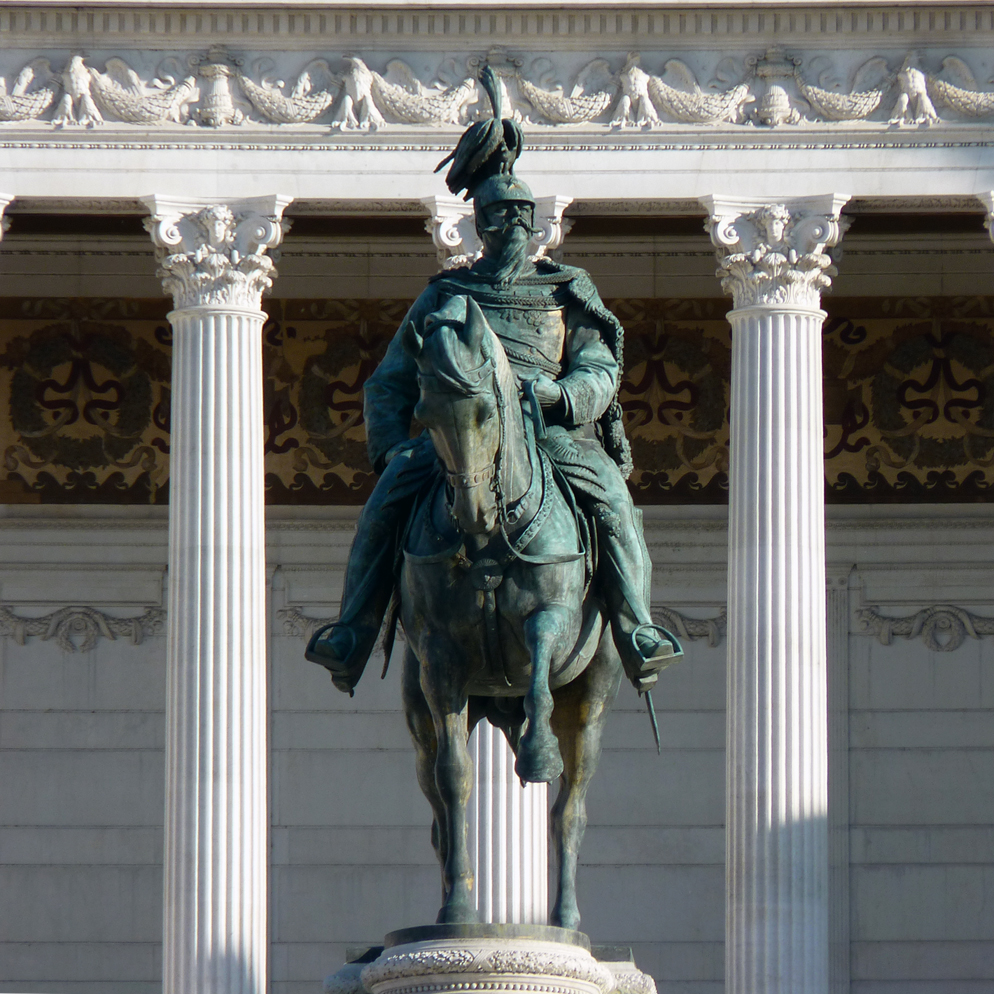
Victor Emanuel II van Italië in Rome
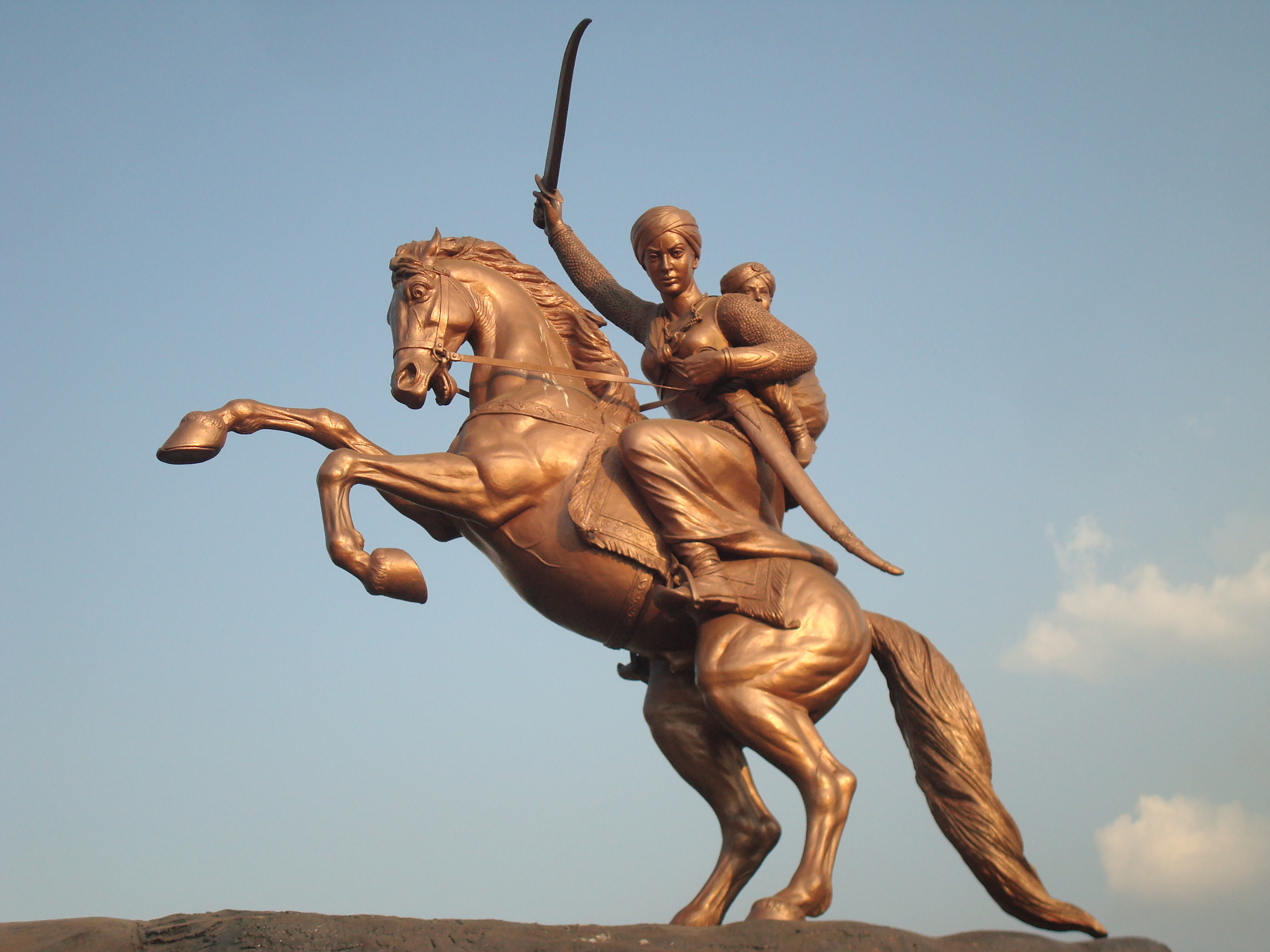
Ruiterbeeld van Rani Lakshmibai met haar zoon in Solapur (India)